# Rejtett penge
A Rejtett penge (eredeti cím: Kakusi Ken: Oni no Cume (隠し剣 鬼の爪; Hepburn: Kakushi Ken: Oni no Tsume, ’szó szerint „Rejtett penge: az ördögkarom”’)) 2004-ben bemutatott romantikus történelmi dráma. A film rendezője Jamada Jódzsi, akinek Szamuráj-trilógiájának ez a második része Az alkonyat harcosa után és a Szerelem és becsület előtt.
A történet Japánban, a szamurájok időszakának vége felé játszódik, a 19. század végén, amikor a japán társadalomban és a katonai kiképzésben jelentős változások történtek.
A film története az Az alkonyat harcosához hasonlóan Súhei Fudzsiszava elbeszélésén alapul. A film zenéje Tomita Iszao alkotása.
A filmet Japánban 2004. október 30-án mutatták be.

## Cselekménye
|  | Alább a cselekmény részletei következnek! |

Egy szamuráj, Hazama Jaicsiro Edóba indul, két barátja és felesége a folyóparton búcsúztatják. Az egyik szamuráj a másik szamuráj, Katagiri húgának udvarol, ezért náluk ebédel. Az ételt azonban csak kis részben készítette a jövendőbeli feleség, nagyobbrészt a házvezetőnő, Kie főzte.
Három évvel később. Katagiri meglátja Kiét egy boltban és vásárol neki egy kimonógallért. Kie időközben férjhez ment és elkerült a háztól.
Egy japán katonai oktató a modern nyugati harctechnikára oktatja a szamurájokat, például egy ágyú kezelésére.
Katagiri megtudja a húgától, hogy Kiének rosszul megy a sora: sokat dolgoztatják és lebetegedett. Katagiri meglátogatja és elviszi magával a két hónapja ágyban fekvő nőt. Egyúttal kéri a házasság felbontását. Messzi földről megérkezik Kie húga, akit apja küldött nővére meglátogatására. Kie hamarosan felépül.
Hazamát visszaküldik fogolyként, mert egy lázadásban vett részt a sógun ellen. A klán titokban tartotta a lázadást és a bűnösöket saját hatáskörben büntette meg. Többen harakirit követtek el. Katagirit hamarosan kihallgatják és a Hazamával való kapcsolatáról kérdezik.
Kiderül, hogy Katagiri apja tizenhat évvel korábban öngyilkos lett, bár nem volt bűnös, de vállalta a felelősséget. A Katagiri családnak el kellett költöznie, és akkor került hozzájuk Kie, aki vidékről jött.
Katagirit figyelmezteti barátja, nem illendő, hogy egy elvált asszony, Kie él a házában, aki nem a felesége, ezért Katagiri egy tengerparti kirándulás alkalmával azt mondja Kiének, hogy vissza kell mennie az apjához. A nő engedelmeskedik a parancsnak.
Hazama megszökik a ketrecéből: a fogvatartója azt hitte, meghalt, ő azonban elkapja a kezét és a kulcsot követeli. Egy parasztházba fészkeli be magát. A fogvatartó értesíti a helytartót, hogy Hazama megszökött. A helytartó Katagirit hívatja magához, mert tudja róla, hogy ő és Hazama voltak a legjobb kardforgatók ugyanannál a tanárnál. Parancsot ad rá, hogy ölje meg Hazamát, amit Katagiri kénytelen végrehajtani, bár a barátjáról van szó. Katagiri felkeresi régi tanárukat, aki egy új, veszélyes támadási módot mutat neki.
A támadás előtti éjszaka Katagirit felkeresi Hazama felesége, és azt kéri tőle, hogy engedje szabadon elmenni a férjét és a saját testét is felajánlja neki, ha ezt megteszi. Katagiri megtagadja a kérést. A nőt nem lepi meg a dolog, mert Hazama felkészítette rá. Közli vele, hogy a helytartóhoz is el akar menni azzal a kéréssel, hogy adjon kegyelmet a férjének. Katagiri figyelmezteti, hogy ne tegye, mert a helytartó megbízhatatlan.
Katagiri megpróbálja rábeszélni Hazamát, hogy kövessen el öngyilkosságot, mert úgy a felesége tisztességesen élhetne tovább, míg ha ő megöli, akkor a felesége egy bűnöző özvegye lesz, akit mindenki megvet. Hazama azonban közli vele, hogy a feleségének azt mondta, ölje meg magát, ha ő meghal. Katagirit felháborítja ez. A házat időközben puskákkal felszerelt katonák veszik körül. Parancsnokukkal Katagiri korábban megbeszélte, hogy csak sötétedés után támadnak, ha ő addig nem térne vissza. Katagiri és Hazama összecsapnak a házban, majd a harcot a szabadban folytatják. Katagiri próbálja elkerülni, hogy ő támadjon, és újból kéri barátját: legyen tisztességes és ölje meg magát. Hazama nem hajlandó erre. Hazama megsebesíti Katagiri bal karját, aki a tanárától tanult új támadási móddal felhasítja Hazama hasfalát. Ugyanakkor egy lövés leszakítja Hazama jobb alsó karját, amiben a kardját fogta, és egy második lövés megöli. Visszafelé menet Katagiri elnézést kér Hazama feleségétől, aki elmondja neki, hogy előző éjszaka elment a helytartóhoz, hogy kegyelmet kérjen a férjének, és ő megígérte neki, hogy teljesíti a kérését.
Katagiri elmegy a főtanácsoshoz, aki örömlányokkal körülvéve fogadja, és jutalmat helyez kilátásba neki az elvégzett feladatért. Katagiri azonban becstelennek nevezi a főtanácsost, amiért magáévá tette az asszony testét, de a kérését esze ágában sem volt teljesíteni. A főtanácsos felháborodva távozik.
Katagiri otthon előveszi a „rejtett pengét”, és gyakorol vele, majd észrevétlenül a főtanácsos házába megy és egy szúrással megöli. A gyilkosságot csak egy apró vércsepp jelzi a szív magasságában. Katagiri elássa a pengét a barátja felesége sírjánál.
Katagiri elbúcsúzik barátjától és annak feleségétől, a húgától, hogy Ezo szigetére menjen. Útközben elmegy Kie falujába és megkéri a nőt, hogy legyen a felesége. Elmondja neki, hogy már a kezdetektől szerelmes volt belé. Kie boldogan fogadja a hírt.
|  | Itt a vége a cselekmény részletezésének! |

## Szereposztás
- Nagasze Maszatosi – Katagiri Munezo
- Macu Takako – Kie
- Josioka Hidetaka – Simada Szamon
- Ozava Jukijosi – Hazama Jaicsiro
- Tabata Tomoko – Katagiri Sino
- Takasima Reiko – Hazama felesége
- Tanaka Kunie – Katagiri Kanbee
- Baisó Csieko – Katagiri asszony
- Tanaka Min – Toda Kanszai
- Kobajasi Nendzsi – Ogata
- Ogata Ken – Hori, helytartó, főtanácsos
- Kanbe Hirosi – Naota
- Micumoto Sacsiko – Iszeja asszony
- Szaito Nana – Kie kishúga, Bun

## Díjak, jelölések
Tizenhat jelölés mellett, a film a következő díjakat kapta meg:
- A japán filmakadémia díja „a legjobb művészeti vezetés” kategóriában Degava Micuo és Nisioka Josinobu számára
- Hocsi filmdíj „a legjobb színésznő” kategóriában Macu Takako számára
- Mainicsi filmdíj „a legjobb mellékszereplő” kategóriában Tabata Tomoko számára

## Tárgyi tévedés
A történetben szereplő puska lövedékének energiája aligha volt elég ahhoz, hogy egy férfi alkarját tőből leszakítsa, ahogy a film egyik kulcsjelenetében látható.